# Christoph Kreitmeir
Johann-Christoph Ludwig Kreitmeir OFM (* 15. August 1962 in Eichstätt) ist ein deutscher katholischer Priester, Franziskaner, Ordenspriester, Logotherapeut, Sozialpädagoge, psycho-spiritueller Lebensberater, römisch-katholischer Theologe und Buchautor.

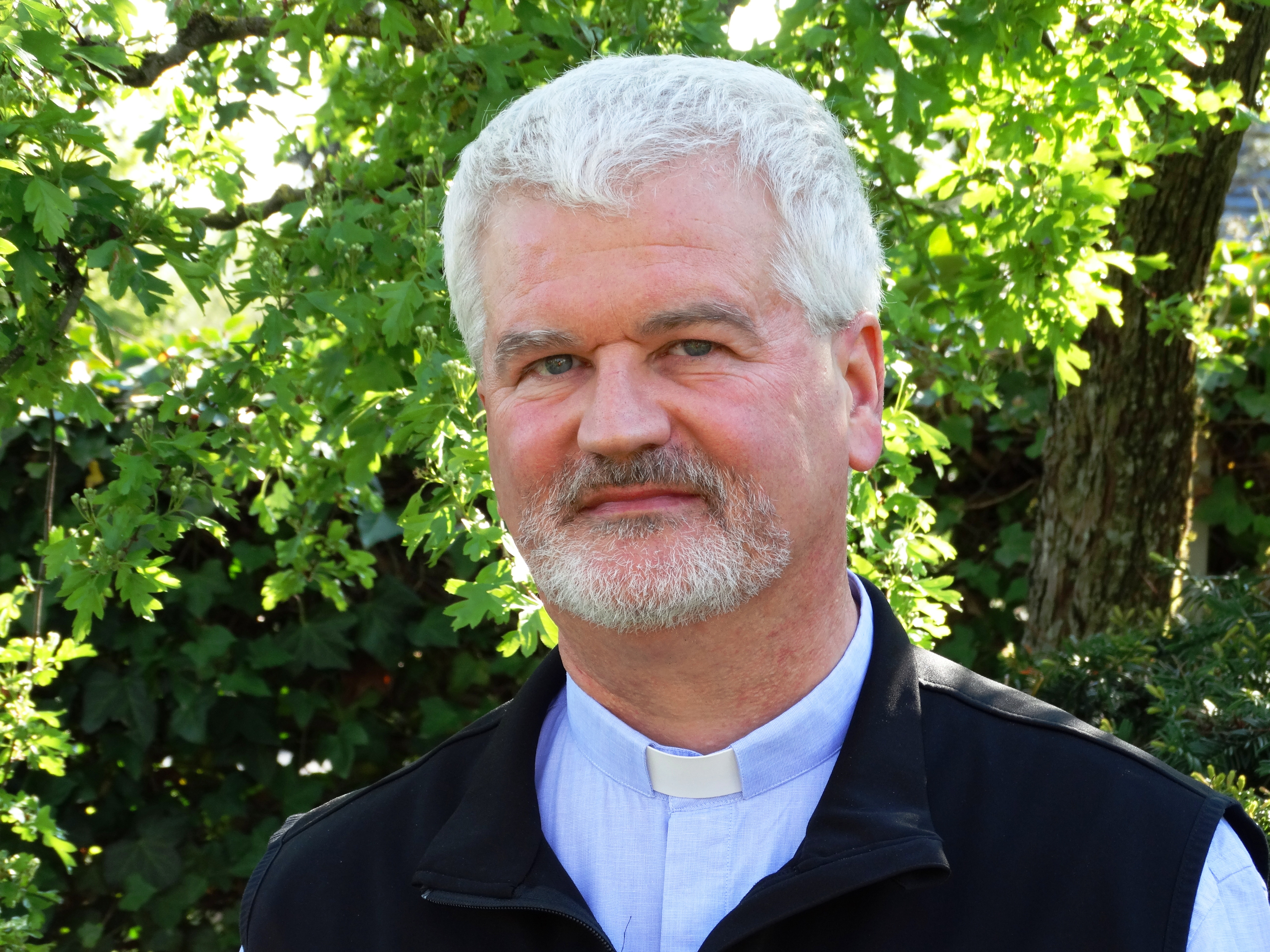
Christoph Kreitmeir

## Leben
Christoph Kreitmeir wurde als sechstes von neun Kindern des Ehepaares Maria und Hermann-Josef Kreitmeir 1962 in Eichstätt geboren. Im Alter von 17 Jahren fiel er nach einem schweren Verkehrsunfall für mehrere Tage ins Koma. Dieses Ereignis bewog ihn, sich intensiver mit den großen Fragen des Lebens auseinanderzusetzen und diese zu erforschen.
1984 fand er den Weg zu den Franziskanern und trat ihrem Orden nach den Regeln des Hl. Franz von Assisi bei. Nach seinem Studium erhielt er 1995 zunächst die Diakonweihe. Man setzte ihn im pastoralen Dienst in der damaligen Franziskanerpfarrei St. Ludwig in Nürnberg ein, wo er sich besonders der Arbeit mit Trauernden widmete. Am 1. Mai 1996 wurde er in Vierzehnheiligen zum katholischen Priester geweiht. 1998 versetzte man ihn als Kurseelsorger und Pfarrvikar nach Hopfen am See (Füssen). Dort war er auch als Seelsorger in der Schmerzklinik Enzensberg tätig. 2004 kam er als Cityseelsorger und Vikar ins Franziskanerkloster nach Ingolstadt. Im November 2004 wurde er nach Bad Tölz versetzt, wo er als Krankenhausseelsorger tätig war. Im Juni 2005 holte ihn der Orden ins Franziskanerkloster Vierzehnheiligen, wo er elf Jahre als Wallfahrtsseelsorger, Vikar und Hausökonom tätig war. Er leitete zusätzlich das Wallfahrtsbüro, verstärkte seine Vortragstätigkeit im Rahmen der Erwachsenenbildung und engagierte sich in der franziskanischen Kommission für Öffentlichkeitsarbeit. 2016 verließ er das Kloster Vierzehnheiligen und kam in den Konvent des Klosters Frauenberg nach Fulda. Dort arbeitete er als Hausökonom und Seelsorger und war u. a. auch geistlicher Präses des Fuldaer KrippenFreunde e.V. Seit 2017 ist er als Klinikseelsorger am Klinikum in Ingolstadt tätig. Hier kümmert er sich neben den Kranken vor allem um Sterbende.

## Ausbildungen
Nach Realschule und Fachabitur absolvierte Kreitmeir 1985–1989 eine Ausbildung in Sozialpädagogik (Dipl. FH) mit Schwerpunkt Nichtsesshaftenhilfe in Benediktbeuern. Anschließend studierte er 1989–1995 kath. Theologie (Lic. theol.) mit Schwerpunkt in der Pastoraltheologie an der Ludwigs-Maximilians-Universität in München mit einem theologischen Freijahr, das er in Berkeley/San Francisco, USA verbrachte. Parallel (1992–1995) ließ er sich in Logotherapie und Existenzanalyse nach Viktor E. Frankl bei  Elisabeth Lukas am Süddeutschen Institut für Logotherapie in Fürstenfeldbruck und bei   Wolfram Kurz am Institut für Logotherapie und Existenzanalyse in Tübingen ausbilden. 1997 absolvierte er die Ausbildung in Personenzentrierter Gesprächsführung nach Carl Rogers in München. Eine zweijährige Ausbildung (2003–2005) in Wertimagination bei Uwe Böschemeyer am Hamburger Institut für Existenzanalyse und Logotherapie in Lüneburg folgte. 2018 durchlief er einen Intensivkurs zur Ausbildung als Klinikseelsorger im Klinikum Großhadern in München.

## Vorträge und Publikationen
Kreitmeir veröffentlichte zahlreiche Beiträge in regionalen und kirchlichen Journalen, sowie in christlichen Fachbüchern, als auch online auf Plattformen wie z. B. katholisch.de. Er schrieb selbst mehrere Bücher (benno Verlag; Gütersloher Verlagshaus; echter Verlag) und erarbeitete dutzende Vorträge, die er sowohl im Radio (Radio Horeb) als auch vor Publikum hält. Er ist geistlicher Begleiter von promisglauben.de, wo wöchentlich seine Predigten veröffentlicht werden.

### Buchveröffentlichungen
- Sinnvolle Seelsorge. EOS Verlag, St. Ottilien 1995, ISBN 3-88096-789-X. (Dieses Buch wurde auch ins Russische übersetzt.)
- mit Jürgen Kaufmann und Maximilian Wagner: Ein Quell in unserer Wüste. Echter Verlag, Würzburg 2000, ISBN 3-429-02210-X.
- Glaube an die Kraft der Gedanken; Franziskanische Impulse zu einem neuen Lebensstil. Gütersloher Verlagshaus, Gütersloh 2013, ISBN 978-3-579-06590-8.
- Sehnsucht Spiritualität. Gütersloher Verlagshaus, Gütersloh 2014, ISBN 978-3-579-08514-2.
- Zeit für mich – Zeit für Gott. Seelennahrung für Advent und Weihnachten. Gütersloher Verlagshaus, Gütersloh 2016, ISBN 978-3-579-08535-7.
- Die Hoffnung hilft auf. Den Kreuzweg der Kranken beten nach der Hl. Anna Schäffer. St. Benno Verlag, Leipzig 2019, ISBN 978-3-7462-5695-5.
- Der Seele eine Heimat geben. Spirituelle Impulse für ein gutes Leben. Gütersloher Verlagshaus, Gütersloh 2019, ISBN 978-3-579-07036-0.
- Welche Farbe hat der Tod? Erfahrungen eines Klinikseelsorgers mit Leben und Sterben. Gütersloher Verlagshaus, Gütersloh 2023, ISBN 978-3-579-06231-0.

## Sonstiges
Christoph Kreitmeir engagierte sich in verschiedenen sozialen Projekten, darunter das Projekt „Little Smile“ seines Bruders Michael Kreitmeir in Sri Lanka. Er ist Pate des Viktor Frankl Zentrums in Wien.